# The Fast and the Furious (2001)
The Fast and the Furious is een Amerikaanse actiefilm uit 2001 met Paul Walker en Vin Diesel in de hoofdrollen. De film werd geregisseerd door Rob Cohen. De film is een bewerking van een artikel uit het Amerikaanse magazine Racer X van Ken Li.

## Verhaal
Een jonge agent (Walker) infiltreert in een bende die aan straatraces doet. Hij raakt bevriend met de leider (Diesel) van de bende en wordt op diens zus (Brewster) verliefd. Hierdoor wordt hij aan een moeilijke keuze gesteld: zijn carrière of zijn vriend verraden.

## Rolverdeling
| Acteur             | Personage       |
| ------------------ | --------------- |
| Paul Walker        | Brian O'Conner  |
| Vin Diesel         | Dominic Toretto |
| Michelle Rodríguez | Leticia Ortiz   |
| Jordana Brewster   | Mia Toretto     |
| Rick Yune          | Johnny Tran     |
| Chad Lindberg      | Jesse           |
| Johnny Strong      | Leon            |
| Matt Schulze       | Vince           |
| Ted Levine         | Tanner          |
| Ja Rule            | Edwin           |
| Vyto Ruginis       | Harry           |
| Thom Barry         | Bilkins         |
| Stanton Rutledge   | Muse            |
| Noel Guglielmi     | Hector          |

## Muziek
De originele filmmuziek werd gecomponeerd door Brian Transeau, beter bekend als BT. De film werd ook voorzien van muziek van onder meer Ja Rule, Ashanti en Limp Bizkit.